# Mastičkář
Mastičkář je nejstarší české drama ze 14. století. Žánrově jde o veršovanou satirickou frašku, zesměšňující pochybné léčitele a poměry ve středověké Praze. Jsou známy dva rukopisné záznamy: první tvoří vložku latinsko-české Hry tří Marií (tzv. Mastičkář muzejní, byl nalezen v roce 1822 Václavem Hankou v knihovně Národního muzea na vazbě rukopisu z Kolowratské březnické knihovny), druhý je obsažen ve zlomcích rukopisu několika latinsko-českých náboženských her (tzv. Mastičkář drkolenský, byl objeven v Drkolenském klášteře v hornorakouském Schläglu). Děj se odehrává v prostředí středověkého trhu; základem námětu je scéna z velikonočních her. Stojí na počátku vývoje českého divadla. Hra byla kvůli obscénním scénám vykázána ven z kostelů do venkovského prostředí.
Česká hra je podle všeho adaptací latinsko-německy psané předlohy vagantského původu, která je uvedena ve sbírce poezie německých vagantů Carmina Burana. Objevují se dva protikladné názory o původu i smyslu díla. Podle jednoho názoru je Mastičkář světskou fraškou, jež byla do hry o třech Mariích uměle vsunuta až později. Druhý názor uvádí, že Mastičkář vznikl z pohanské jarní obřadní hry o smrti a zmrtvýchvstání jako součást velikonočních her, přičemž středověký dramatik ani divák v něm neviděl nic rouhavého.

## Děj
Dějištěm je středověké tržiště. Mastičkář, nebo také mistr Severin, a jeho prostořeký sluha Rubín na tržišti rozloží krám a začnou tam vypočítávat a vychvalovat své léčebné masti. Rubín přiláká ke krámku tři Marie (Panna Maria, Máří Magdaléna a Marie, sestra Lazara), které shánějí masti k balzamování mrtvého Kristova těla. Mastičkář před jejich očima vzkřísí Abrahámova syna Izáka (opět narážka na Bibli, tentokrát na starozákonní příběh) tím, že mu poleje hýždě kvasnicemi. Své masti chce prodat za tři hřivny zlata, ale nakonec je třem Mariím prodá jen za dvě hřivny. Jeho manželka mu nadává, že za ně mohl dostat víc, ale dostane výprask.
Posledním výjevem dochovaného textu hry je spor studenta Pustrpalka s Rubínem o to, čí rod je přednější.

## Postavy
Postavy ve hře lze rozdělit do dvou skupin. Objevují se zde postavy duchovní a postavy světské.
Do skupiny duchovní patří tři Marie (Panna Maria, Máří Magdaléna a Marie, sestra Lazara). Duchovní postavy si zachovávají svou vážnost, promlouvají spisovným jazykem (latinské pasáže).
Do skupiny světské patří Severín (mastičkář), Rubín (sluha), Pustrpalk (druhý sluha), Severínova žena, Žid Abrahám a jeho syn Izák. Světské postavy se nebrání vulgarismům. Nejvíce vulgárních a lascivních výrazů vychází z úst Rubína.
Ne všechny postavy se objevují v obou zlomcích. Ve zlomku Drkolenském nevystupují tři Marie, stejně tak Severínova žena, která se objevuje pouze ve zlomku Musejním.

## Mastičkář Musejní
Musejní Mastičkář obsahuje celkem 431 veršů. Děj je zasazen do prostředí středověkého trhu konajícího se začátkem Velikonoc. Začíná příchodem Rubína, který se hlásí k mistrovi Severínovi do služby. Společně s druhým sluhou Pustrpalkem vychvalují účinky jeho mastí a popisují podivné praktiky při jejich výrobě. Poté přicházejí k mastičkářově stánku tři ženy – tři Marie – a žádají Severína o masti, kterými chtějí nabalzamovat Kristovo tělo. Mezitím přichází scéna s Abrahamem, který nese v náručí svého mrtvého syna Izáka a žádá mastičkáře o vzkříšení. Před zákazníky sehrají scénku, mastičkář Izáka pomaže a on oživne. Poté se znovu obrací k Mariím a prodává jim masti. Kvůli nízké ceně, kterou Severín ženám nabízí, dochází k hádce mezi ním a jeho manželkou. Mastičkář Musejní končí sporem Rubína s Pustrpalkem o významnosti jejich rodů.

## Mastičkář Drkolenský
Mastičkář Drkolenský je rozsahem chudší, má pouze 196 veršů. Některé z nich jsou převzaty z textu Musejního. Děj je také zasazen do prostředí středověkého trhu. Rubín žádá po svém mistrovi pomocníka. Mastičkář mu dává svolení opatřit si ho. Po stránce dějové se zlomek omezuje pouze na najímání Pustrpalka Rubínem, jejich spory a vychvalování mastí. Scéna s Izákem je jen naznačena a scéna tří Marií zde zcela chybí.

## Tematika
Mastičkář nesouzní s původně slavnostní atmosférou liturgické hry, usiluje o komický účinek vytvářením groteskních situací i jazykovou komikou a směřuje tak k frašce. Tematicky se dílo dělí do dvou skupin. První skupinu představuje neparodovaná náboženská tematika. Druhou skupinou je řada parodovaných výjevů a narážek. Tyto dvě skupiny stojí proti sobě a působí kontrastním dojmem. Autor pracuje s kontrastem vysokého a nízkého stylu, staví vedle sebe prvky vážné (smrt Krista, vzkříšení Izáka) a komické, parodické i obscénní (nadsazené vychvalování mastí, jazyková vulgarita). Směšuje biblické i náboženské motivy s motivy zcela světskými.
Nejvýraznější parodii náboženské tematiky představuje scéna vzkříšení židovského chlapce Izáka, Abrahamova syna. Autor pracoval s parodií na Kristovo zmrtvýchvstání. Projevuje se zde i typický středověký antisemitismus.
Neparodovanou náboženskou tematiku představují scény se třemi Mariemi. Ty si zachovávají svou vážnost. O tom svědčí zejména jazyk, kterým oplakávají svého Pána. Latinsky i česky verše sdělují nebo zpívají. Toto křesťanské téma se dochovalo pouze v Mastičkáři Musejním. V Drkolenském Mastičkáři tento výjev zcela chybí.

## Jazyk

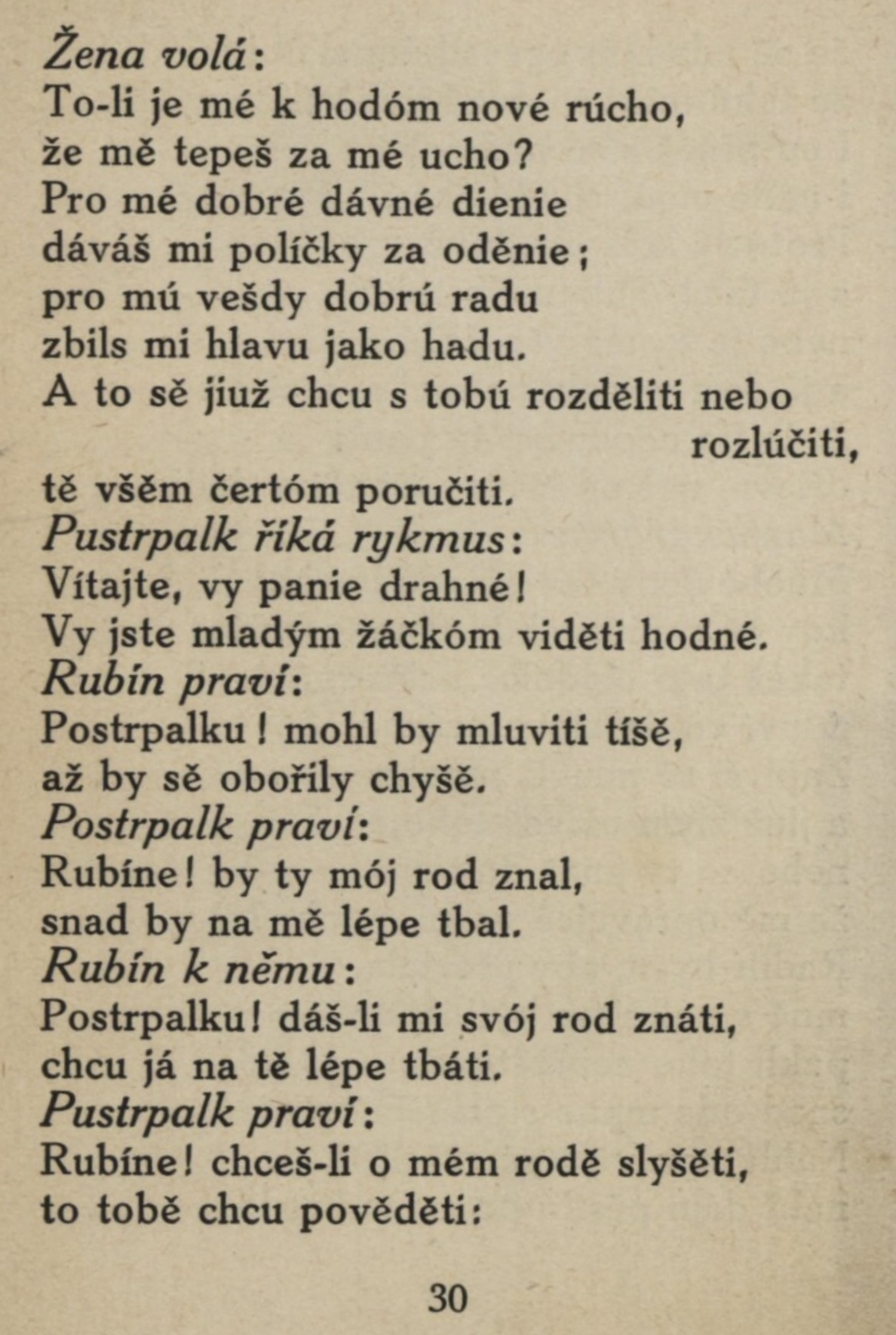
Ukázka ze hry z vydání z roku 1920

Mastičkář je česky psané veršované drama. Čeština se zde uplatňuje coby hlavní jazyk, ovšem své místo tu mají i jazyky jiné. Vedle převažující češtiny se v textu objevují celé latinské pasáže (v promluvách tří Marií).
Třetí Marie (zpívá):    Sed eamus unguentum emere,
                                   cum quo bene possumus ungere
                                   corpus Domini sacratum.
Latina se objevuje také ve scénických poznámkách. V Musejním zlomku několikrát zazní latinské Silete (v překladu Mlčte). Objevují se zde i zkomolené německé výrazy (Vo pistu – Wo bist du).
Mnoho slov a tvarů ze staročeštiny je dnes již těžko srozumitelných, jde o historismy a lexikální či gramatické archaismy (např. puška – nádobka na léky, spach – minulý čas slovesa spal).
Mastičkář je psán hovorovým až vulgárním jazykem. V textu najdeme vulgarismy (polib mě pezd – zadnici, ku*vy šalek – syn). Autorův humor je neslušný, přímo až vulgární, například v obrazech vylučování (pirdí, pezd) nebo pohlavního aktu.
Ve veršovaném textu hry nechybí ani čistě básnické, zejména zvukové prostředky estetického působení jako např. aliterace, případně střídání různých druhů verše. Najdeme zde tzv. makarónský verš (krátké latinské verše střídající se s verši českými).

## Autorství
V případě Mastičkáře jméno autora neznáme, což není pro středověkou literaturu nic neobvyklého. S největší pravděpodobností ale drama napsal člověk vzdělaný (četné narážky a parafráze), u kterého je nízký a hrubý styl pouze rafinovaným záměrem.
Jednalo se nejspíše o studenta. Dílo řadíme do tzv. žákovského dramatu. Připisování autorství díla žákovi má své opodstatnění. V textu najdeme řadu odkazů ke školnímu prostředí. Autor má také výborné geografické povědomí.
Například:
Ni v Čechách, ni u Moravě,
jakžto učení mistři pravie,
ni v Rakúsiech, ni v Uhřiech,
ni u Bavořiech ani v Rusiech,
ni u Polaniech, ni v Korutaniech.
Ne všechny vědecké názory se ovšem shodují. Objevuje se také názor, že Mastičkář přináleží k repertoáru tzv. žakéřů (středověký potulný recitátor, zpěvák a hudebník).